# Subbio

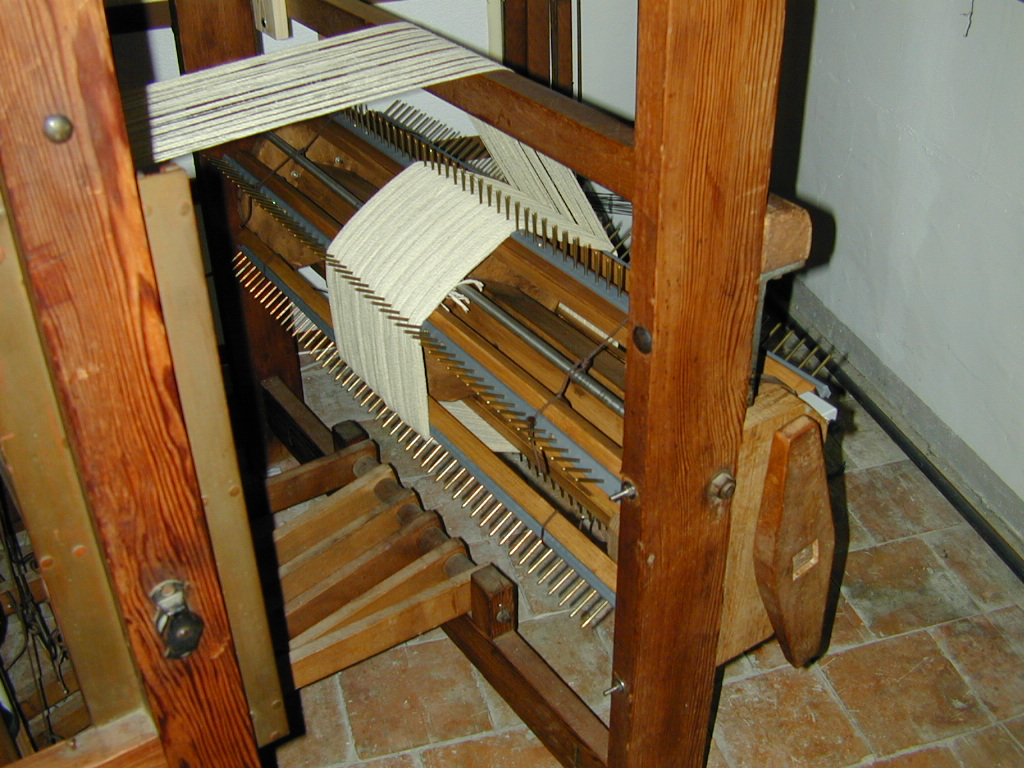
Subbio posteriore a settori caricato con ordito in bourette di seta

Il subbio è una parte di un telaio da tessitura.
Normalmente i subbi in un telaio sono due, quello posteriore che porta l'ordito e quello anteriore che raccoglie il tessuto fatto. Per lavorazioni complesse che richiedono lunghezze differenti nei fili di ordito possono essere più di due come nel velluto o nella spugna.

## Struttura

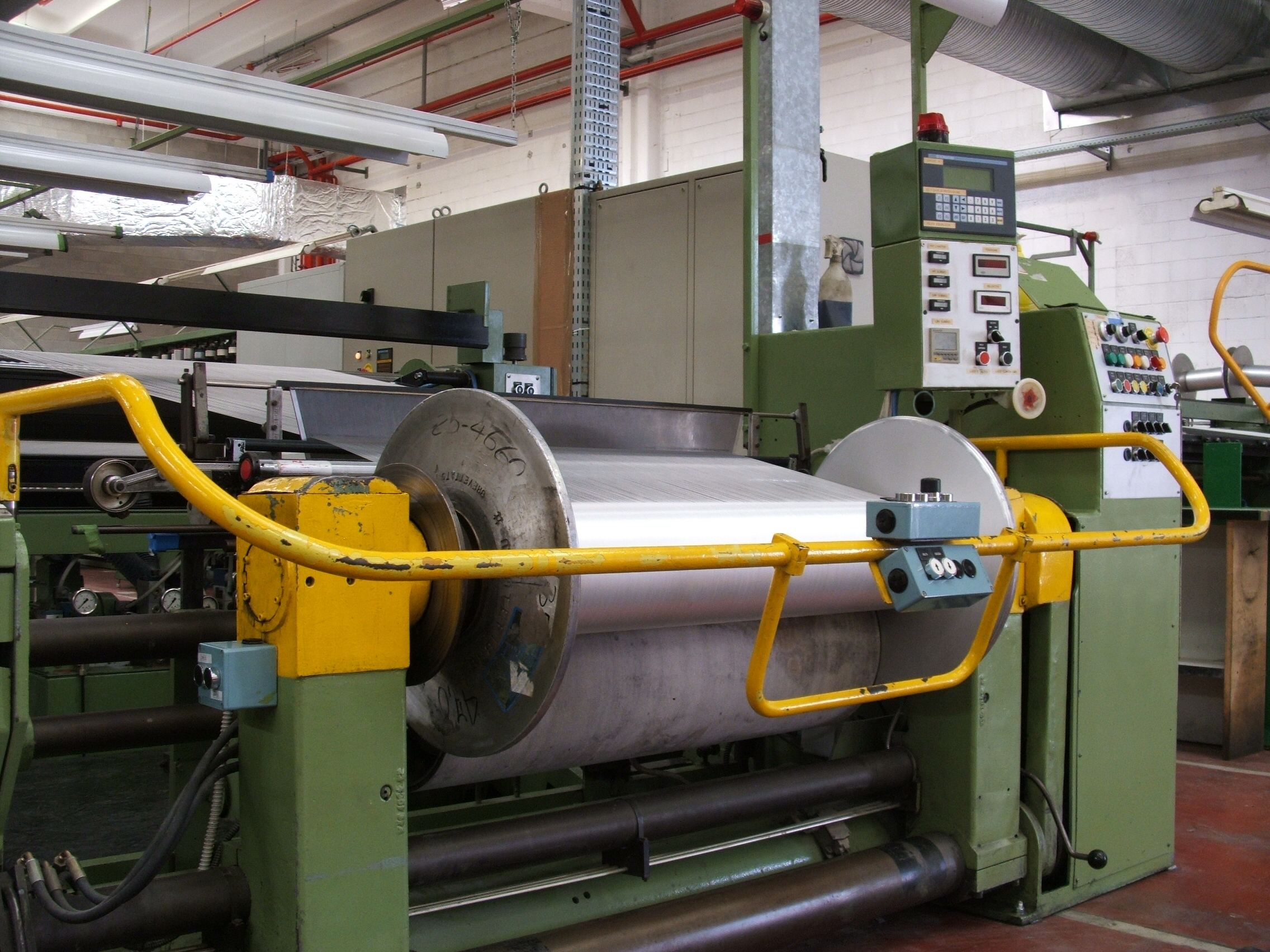
Un subbio per telai industriali in caricamento su un orditoio

Nei telai artigianali il subbio è un cilindro di legno posizionato tra le spalle del telaio. Le sue estremità sono inserite in fori che permettono al subbio di girare su se stesso, una è munita di un meccanismo (dei fori con pioli, freno a frizione o un ingranaggio dentato) che permette di bloccare il movimento di rotazione. Al subbio è collegata con corde o cinghie una bacchetta o asta alla quale si legano i fili dell'ordito. Vi è un tipo di subbio detto a settori, di ampio diametro, dove la separazione dei fili è mantenuta costante da piccoli pioli in metallo.
Nei telai industriali il subbio è in metallo, quello posteriore è munito di due dischi per il contenimento laterale dell'ordito.

## Funzionamento
- Il subbio posteriore, che porta l'ordito, viene caricato con tutta la serie di fili che sono stati preparati precedentemente sull'orditoio. I fili, legati alla bacchetta collegata al subbio, devono essere arrotolati nella maniera più ordinata possibile e con uguale tensione, questa operazione è basilare, il buon caricamento condiziona il risultato della tessitura. Nell'industria tessile vi sono ditte specializzate nella preparazione degli orditi che preparano subbi pronti per essere caricati sui telai con appositi carrelli, dato il peso del subbio in metallo e del filato necessario per i lunghi orditi della produzione industriale.
- I fili vengono fatti passare uno per uno nelle maglie dei licci, seguendo lo schema di armatura, e poi nelle fessure del pettine.
- Usciti dal pettine i fili sono legati a mazzetti alla bacchetta collegata al subbio anteriore.
- Quando tutto l'ordito è legato lo si mette in tensione e si comincia a tessere.
- Utilizzata la parte di ordito a disposizione, quando non si può più avanzare col lavoro, si sganciano i cricchi dei due subbi e arrotolando il tessuto fatto sul subbio anteriore e srotolando nuovo ordito da quello posteriore si continua il lavoro di tessitura.